# Dam tot Damloop 1986

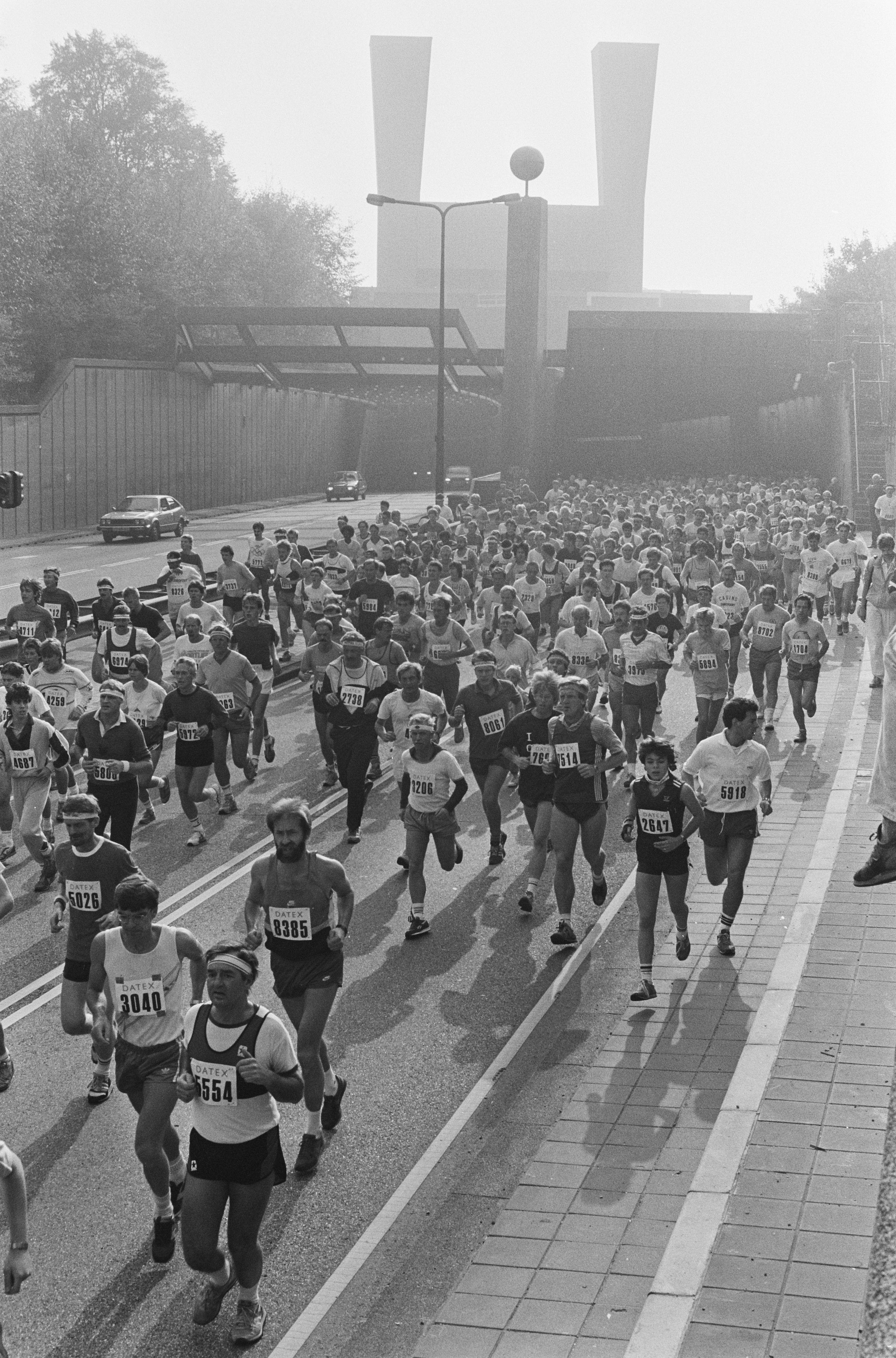
Lopers komen uit de IJ-tunnel

De Dam tot Damloop 1986 werd gehouden op 12 oktober 1986. Het was de tweede editie van deze loop. Het evenement werd gehouden bij zonnig weer. In tegenstelling tot de eerste editie, die als trimloop werd gehouden, was er nu een wedstrijdloop voor mannen en vrouwen.
De wedstrijd bij de mannen werd gewonnen door de Portugees Fernando Mamede in 45.14. Hij bleef hiermee de Belg Vincent Rousseau een kleine minuut voor.
Bij de vrouwen was de Nederlandse atlete Carla Beurskens het sterkste. Met een tijd van 53.04 had ze een grote voorsprong op de andere vrouwen. Gezien de snelle tijden begon men te twijfelen of het parcours wel echt 10 Engelse mijl (16.090 meter) lang was. Hermeting wees uit dat het parcours met 16.060 meter iets te kort was.
In totaal namen 7300 mensen deel aan de 10 Engelse mijl en 1750 kinderen aan de minilopen.

## Wedstrijd
Mannen
| rang   | naam             | land | tijd  |
| ------ | ---------------- | ---- | ----- |
| Goud   | Fernando Mamede  | POR  | 45.14 |
| Zilver | Vincent Rousseau | BEL  | 46.08 |
| Brons  | Charles Spedding | ENG  | 46.14 |
| 4      | Alex Hagelsteens | BEL  | 46.39 |
| 5      | Andy Wilton      | ENG  | 46.54 |
| 6      | Geert De Ruddere | BEL  | 47.07 |
| 7      | Adri Hartveld    | NED  | 47.15 |
| 8      | Marti ten Kate   | NED  | 47.20 |
| 9      | Gerard Nijboer   | NED  | 47.37 |
| 10     | Guido Sasse      | NED  | 48.27 |

Vrouwen
| rang   | naam             | land | tijd    |
| ------ | ---------------- | ---- | ------- |
| Goud   | Carla Beurskens  | NED  | 53.59   |
| Zilver | Joke van Gerven  | NED  | 57.34   |
| Brons  | Wilma Rusman     | NED  | 57.58   |
| 4      | Eefje van Wissen | NED  | 59.25   |
| 5      | Kristijna Loonen | NED  | 1:02.33 |

1985 ·
1986 ·
1987 ·
1988 ·
1989 ·
1990 ·
1991 ·
1992 ·
1993 ·
1994 ·
1995 ·
1996 ·
1997 ·
1998 ·
1999 ·
2000 ·
2001 ·
2002 ·
2003 ·
2004 ·
2005 ·
2006 ·
2007 ·
2008 ·
2009 ·
2010 ·
2011 ·
2012 ·
2013 ·
2014 ·
2015 ·
2016 ·
2017 ·
2018 ·
2019